# Tænk hvis jeg turde fortælle det
|  | Denne artikel er oprettet af botten PalnaBot ud fra en ekstern database. Den kan derfor have sproglige fejl eller mangler. Denne skabelon kan fjernes efter kontrol af indholdet. |

Tænk hvis jeg turde fortælle det er en dokumentarfilm instrueret af Gitte Haag, Henrik Hartmann efter manuskript af Gitte Haag, Henrik Hartmann.

## Handling
En video om seksuelt misbrug af børn og unge - for unge og voksne. En kvinde fortæller, hvordan hun er blevet misbrugt, og hvorledes det har påvirket hende. Nu er hun i stand til at fortælle om sin hemmelighed. Det har betydning for hende, at hun har været i gruppeterapi med kvinder, der har haft de samme oplevelser. En psykolog belyser misbrugsproblematikken.